# 二列鶴嘴蘚
二列鶴嘴蘚（学名：Pelekium bifarium）为羽蘚科鶴嘴蘚屬下的一个种。